# Mani Acili Glabrió (cònsol 191 aC)
Mani Acili Glabrió (en llatí: Manius Acilius C. F. L. N. Glabrio) va ser un magistrat romà. Era tribú de la plebs l'any 201 aC quan es va oposar a un dels cònsols de l'any, Gneu Corneli Lèntul, que demanava la província d'Àfrica que ja s'havia donat a Publi Escipió Africà.
L'any següent va ser nomenat comissionat dels ritus sagrats (decemvir sacrorum) al lloc de Marc Aureli Cotta que havia mort. El 196 aC va ser nomenat pretor, va presidir els jocs plebeus i va consagrar diverses estàtues. Després va ser pretor peregrí i va sufocar una revolta d'esclaus a Etrúria que va necessitar la presència d'una legió.
El 193 aC va aspirar sense èxit al consolat, però finalment el va obtenir el 191 aC i se li va donar Grècia com a província, però abans d'iniciar les operacions va ser encarregat pel Senat de fer les cerimònies religioses i preparar uns jocs extraordinaris dedicats a Júpiter. El mes de maig va sortir de Brundusium per anar amb les dues legions que ja eren a Grècia i Macedònia. Va desembarcar a Apol·lònia amb mil infants i dos mil cavallers i amb poders per aixecar cinc mil homes més a Grècia. Va establir els seus quarters a Làrissa i amb la cooperació del seu aliat Filip V de Macedònia va sotmetre el districte entre la muntanya Cambúnia i la muntanya Oeta. Limnaea, Pellinaeum, Pharsalus, Pherae, i Scotussa van expulsar a les guarnicions d'Antíoc III el Gran i els seus aliats, els athamans; Filip de Megalòpolis, pretendent a la corona de Macedònia, va ser capturat i enviat carregat de cadenes a Roma, i Aminandre rei dels athamans, va ser expulsat del tron.
Antíoc alarmat, va reforçar el pas de les Termòpiles i els etolis van ocupar els passos del mont Oeta, però els romans van trencar la seva resistència i van dispersar el seu exèrcit. Beòcia i Eubea es van sotmetre i Làmia i Heraclea (al peu de l'Oeta) foren ocupades i a la darrera ciutat va fer presoner a l'estrateg etoli Damòcrit de Calidó que uns mesos abans amenaçava de portar la guerra al Tíber.
Els etolis van proposar una rendició incondicional sota “la fe de Roma”, però Glabrió va exigir que la interpretació d'aquesta fe l'hauria de donar ell, i quan els etolis s'hi van oposar, va rebutjar l'acord i va empresonar als ambaixadors etolis, però després, com que els ambaixadors estaven protegits pel dret, va garantir una treva de deu dies, durant els quals els etolis es van assabentar que Antíoc preparava la continuació de la guerra, i es van concentrar a Naupacte.
Glabrió passats els dies va seguir la lluita i va atacar Naupacte. Quan la ciutat ja estava a punt de rendir-se la intervenció del procònsol Tit Quinti Flaminí va permetre que els assetjats enviessin una ambaixada a Roma. Després d'estar al congrés de les ciutats aquees a Aegium, i d'aconseguir que els exiliats d'Elis i Esparta foren cridats, Glabrió va retornar a Fòcida, i va bloquejar Amfissa. Mentre dirigia el setge va arribar el seu successor, Luci Corneli Escipió, i Glabrió li va entregar el comandament.
A la seva tornada li va ser concedit un triomf «de Aetoleis et rege Syriae Antiocho» que es va celebrar a la tardor del 190 aC.
L'any 189 aC va ser candidat a censor, però els optimats van impedir la seva elecció i el van desacreditar dient que s'havia quedat la meitat del botí de guerra, i el seu propi llegat, Marc Porci Cató, no li va fer costat. Llavors Glabrió es va retirar de la vida pública.